# Майкопський курган
44°36′35″ пн. ш. 40°07′53″ сх. д. / 44.60982° пн. ш. 40.13125° сх. д.
Майкопський курган, Ошад — пам'ятник епохи ранньої бронзи. Датується першою половиною 4-го тисячоліття до Р. Х. Курган також має давнє найменування — «Ошад», що походить з адизької легенди. Основне поховання є похованням знатної людини й двох, як вважається, жінок. Розташовувався на східній околиці міста Майкопа, на перехресті вулиць Курганної та Підгірної.

Пам'ятник Майкопському кургану. скульптор О. О. Шикоян

Був досліджений в 1897 роках експедицією археолога Миколи Веселовського. Знахідки з Майкопського кургану зберігаються в Ермітажі. Розкопки цього кургану поклали початок дослідженням майкопської археологічної культури. В даний час кургану Ошад не існує. Його залишки були знищені на початку XX сторіччя. Зараз це місце означене спорудженим у 1972 р. скромний пам'ятник, виготовлений скульптором О.О. Шикояном, у вигляді білої стели, на якій зображено постать древнього людини, поміщені 7 медальйонів з предметами з кургану Ошад й напис позолоченими літерами: «Тут був розташований відомий у світовій археології Майкопський курган „Ошад“, розкопаний в 1897 році професором М.І. Веселовським».

## Опис кургану
До розкопок Майкопський курган представляв собою округлий земляний насип з материкової глини заввишки 10,65 м й діаметром близько 100 м. На глибині 3,20 м перебувало впускне поховання, мабуть, епохи ранньої бронзи. Воно було обкладено камінням й містило скорченный скелет при якому знаходилися: мідний або бронзовий наконечник списа, срібна спіральна підвіска і шматочки червоної вохри.
Основна могила розташовувалася в центрі кургану і була оточена кільцевим кромлехом з вапнякових плит. Вона являла собою яму довжиною 5,33 м, шириною 3,73 м і глибиною 1,42 м від колишньої поверхні землі. Форма ями нагадувала шкуру бика без головної частини — увігнуті всередину стінки і закруглені кути. Орієнтація ями — з ПнПн-С на ПдПд-З. Яма в свій час була обкладена деревом, а по кутках було врито чотири товстих стовпи. Крім того, яму поділяли дерев'яні перегородки на 3 нерівні частини. Дно було викладено галькою в 1-2 ряди. У південно-західній половині вимостка була зроблена більш ретельно й з більш дрібної гальки. Перекривало могилу дерев'яне перекриття, над яким знаходився шар землі й потім ще одне перекриття. Друге перекриття було набагато більше й виходило далеко за межі ями.

## Опис поховань
Поховання № 1. Це було головне поховання, що належало якійсь знатній людині. Воно займало південно-західну половину могили. Скелет лежав головою на ПдПд-С, в скорченому положенні, мабуть, на правому боці з піднятими до обличчя руками й був густо засипаний червоною фарбою (суриком). Тіло небіжчика було всіяне — і зверху, і під ним — золотими пластинчастими штампованими прикрасами: 37 великих зображень львів, 31 зображення більш дрібних львів, 19 дрібних биків, 10 подвійних п’ятилепесткових розеток і 38 каблучок. Цими прикрасами було обшито одяг похованого. Припускають також, що ними могло бути обшите покривало або балдахін, який використовувався в похоронній процесії. Тут же знаходилася велика кількість золотого бісеру й намистин різного розміру й форми: золотих, сердолікових, бірюзових.
Під черепом покійного лежали 2 золоті стрічки (мабуть, діадеми, прикрашали голову), 5 золотих ободків невідомого призначення, 2 золоті сережки, кілька золотих кнопок.
Праворуч від кістяка лежали разом 8 частково фрагментовані гладкі колінчасті срібні стрижні-трубки довжиною 103 см. У чотирьох з них — один кінець золотий (приблизно на 1/3 довжини), а інша сторона має потовщення з прорізним спіральним орнаментом (можливо, останнє є у всіх трубок). На кінці, звернені до черепа, у чотирьох трубок були насаджені чотири масивні фігурки биків, в положенні догори ногами по відношенню до кістяка. Тобто предмети були поміщені в поховання в перевернутому вигляді. На повністю срібних трубках перебували срібні воли, а на трубках з золотими кінцями — золоті. Ще 2 пари трубок, 2 з золотими кінцями й 2 повністю срібні, биків не мали. Верхні кінці срібних трубок (всіх?) мають поздовжні прорізи.
Разом з трубками знаходилися фрагменти срібною оббивки (зберігся й один цвяшок). Нижче пучка трубок, на рівні колін, лежало 12 крем'яних ромбоподібних наконечників стріл (всі вістрями вниз) й 17 вкладишів мікролітів-сегментів. Поряд з трубочками також були знайдені 2 золотих й 3 срібних ковпачка. Останні — півсферичні.
Біля східної стінки лежали в ряд 17 посудин: 2 золоті, 1 кам'яна з накладними золотими горлом й кришкою, 14 срібних. У останніх один з золотими ручками-вушками, а інший — із золотим обідком на підставі шийки. Вище, в південно-східному куті перебували кам'яний арочний брусок, ще 1 менший брусок із золотим пробоєм, кам'яна сокира й 10 бронзових предметів: плоский ніж-кинджал з залишками рукоятки, 2 плоскі клиноподібні сокири, знаряддя довжиною 10,2 см, кірка з круглої втулкою, сокира-тесло з круглої втулкою, проушной сокиру, плоский безчеренковий ніж, 2 клиноподібні сокири-долота й чотиригранне шило.
Біля західної стінки стояли майже 8 однотипні глиняні посудини.

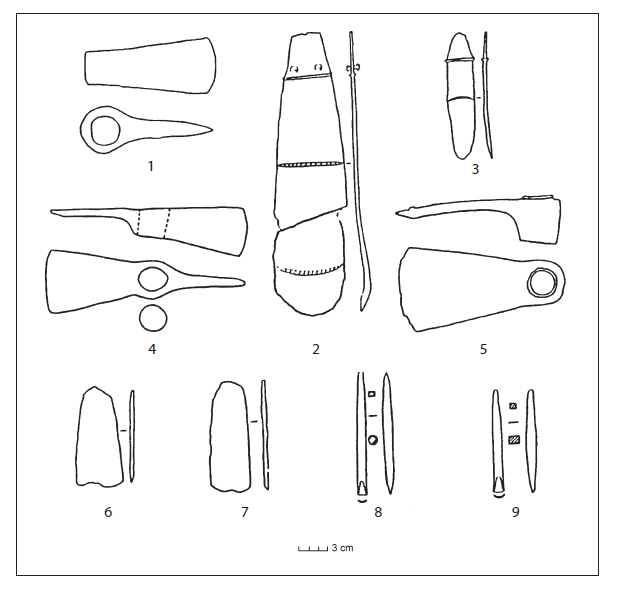
Бронзові артефакти, виявлені в Майкопському кургані

По всьому дну могили лежали тонкі смужки срібла. На деяких з них збереглися срібні цвяшки. Тут же були виявлені 2 бірюзові підвіски з золотими вушками.
Поховання № 2. У східній камері розташовувалося, ймовірно, поховання жінки. Кістяк лежав у тій же позі, забарвлення була, але слабше. В області черепа перебували масивні золоті кільця з надітими на них сердоліковими намистинами. У рук лежали різноманітні золоті і сердолікові намистини. Уздовж східної стіни стояли різні мідні судини: чаша, відерце з ручкою, глечик, два котла. На підлозі були такі ж смужки срібла, як і у похованні № 1.
Поховання № 3. У західній камері також знаходилося, ймовірно, жіноче поховання. Поза та ж забарвлення слабкіше, ніж у похованні № 1. При кістяку були золоті і сердолікові намистини. У північно-західному куті розташовувався великий керамічний посуд. Також на підлозі були смужки срібла.

## Священна зв'язка
Веселовський припустив, що трубки є жезлами, прапорами чи знаками влади — скіпетрами. В їх прорізи могли вставлятися стрічки, а знайдені поруч ковпачки могли бути власниками кистей. За найпопулярнішою версією Бориса Фармаковського трубки використовувалися для підтримки похоронного балдахіна (на який й були нашиті прикраси зі штампованого золота). Але автор не врахував усіх знахідок і у своїй реконструкції допустив деяке спотворення фактів.
За версією М. П. Чорнопицького, ці трубки разом з крем'яними наконечниками є символічними стрілами ритуального набору, у який входили 12 стріл: 8 металевих й ще 4 втрачених стріл (могли бути з будь-якого органічного матеріалу). Стріли мали крем'яні наконечники. 13-м був предмет з ручкою діаметром 30-40 мм, частково оббитий сріблом й з закріпленими на ньому 17 мікролітами. Передбачається, що це аналог іранського баресмана — ритуального пучка зороастрійських жерців. (У цьому ж ряду знаходяться фасції етрусків й римлян, ваджра індуїстів, перуни слов'янського Перуна й ворожильні прути скіфів). Такий предмет, поряд з розкішшю поховання, дозволяє говорити про поховання царя-жерця.

## Опис зображень на посуді
Всього було виявлено 14 срібних речей, з них на 2 є зображення, виконані у техніці карбування. Обидва плсудини мініатюрні (висотою 9,8 й 10,2 см) й круглодонні. У першої посудини є зламані петлі від ручки. Обидва посудини мають широкі горлечка. У першого воно приблизно вертикальне (деформоване), а у другого розширене догори.
На шийці першої посудини зображений гірський ландшафт, що складається з трьох гірських ланцюгів, серед яких особливо виділяються 2 високі гори з двоголовими вершинами. Між гір розташовано 2 дерева й стоїть між ними на задніх лапах ведмідь. У горах беруть початок 2 річки, що, звиваючись по тулубу посудини, зливаються на дні його в невелике озеро. Вода зображена незграбними лініями. Всі тулово заповнено зображеннями тварин, розташованих у два ряди. У першому ряду: бик, кінь і лев, що йдуть один за одним, та ще один бик, що стоїть напроти першого бика. У нижньому ряду: козел, кабан, левиця і баран, потім один за одним. У гирлі річки зображено плаваючий птах, інша птиця розташована на спині лева.
У другої посудини зображеннями покрито тільки тулово. У самого горлечка колом проходить така ж смуга, як ті, що зображують річки на першому посудині. І це єдиний елемент, який виконаний гравіюванням. Нижче розташовано ходу звірів: баран, бик, барс і знову баран і барс. Є три птахи. Одна — внизу, між барсом і бараном — як би бере участь у ході. Одна сидить на баране і ще одна, схожа на хижу, сидить на іншому барсі. Нижню частину тулова займає складна розетка, можливо, також позначає озеро.

## Проблема Майкопського кургану
В Майкопському кургані, як еталонному пам'ятнику, відображені всі проблеми майкопської культури в цілому, остаточне осмислення яких належить майбутньому. Одна з загадок — це походження всього майкопського металу, зокрема — художнього й дорогоцінного. Існує припущення, що на одному з срібних посудин зображений гірський пейзаж, передає вид на гору Ельбрус. І цим доводиться місцеве походження цього (і всіх інших) предмета. Але, з іншого боку, зображення на посудинах й ювелірні прикраси знаходять явні паралелі в країнах Стародавнього Сходу: в Північній Месопотамії, Трої й навіть у Єгипті. І на всьому Кавказі більш ніде, крім пари майкопських пам'яток, не присутній так званий «майкопський звіриний стиль». Крім того, поселення майкопців являють собою не дуже довготривалі селища, на яких не виявлено слідів власного металлугійного виробництва. Воно стало розвиватися тільки за новосвободненської культури.
Привізними є намисто з напівдорогоцінного кольорових каменів. Матеріал цих намист свідчить про досить далеких торгових чи якихось інших контактах з далекими регіонами. Сердолік й бірюза походять з Ірану, лазурит — бадахшанського (афганського) походження.

## Шумери й майкопський курган
Вперше на можливий зв'язок Майкопського кургану з шумерами вказав у 1910 р. історик Василь Городцов. А після виявлення царських могил Ура, була відзначена схожість між похованнями шумерських царів Ура й похованнями в Майкопському кургані. Але зараз, швидше, обговорюються проблеми постачання на Північний Кавказ виробів ремісників Близького Сходу та роль в цьому Закавказзя, як території розселення протомайкопців. А також посилення в їх середовищі майнового розшарування за рахунок транзиту товару далі на північ й перехід до власного виробництва.

## Меморіал

Майкопський курган: ріг вулиць Курганної 32 та Підгірної, Майкоп, Адигея

Майкопський курган, Інформаційна дошка

1897 рік — Микола Іванович Веселовський вів розкопки поховань біля міста Майкоп. Цей курган займає особливе місце серед його знахідок, так як він поклав початок відкриттю майкопської культури. В Майкопі на перетині вулиць Курганна 32/ Підгорна стоїть пам'ятний знак Майкопському Кургану і встановлена інформаційна дошка.